# Группа МТМ

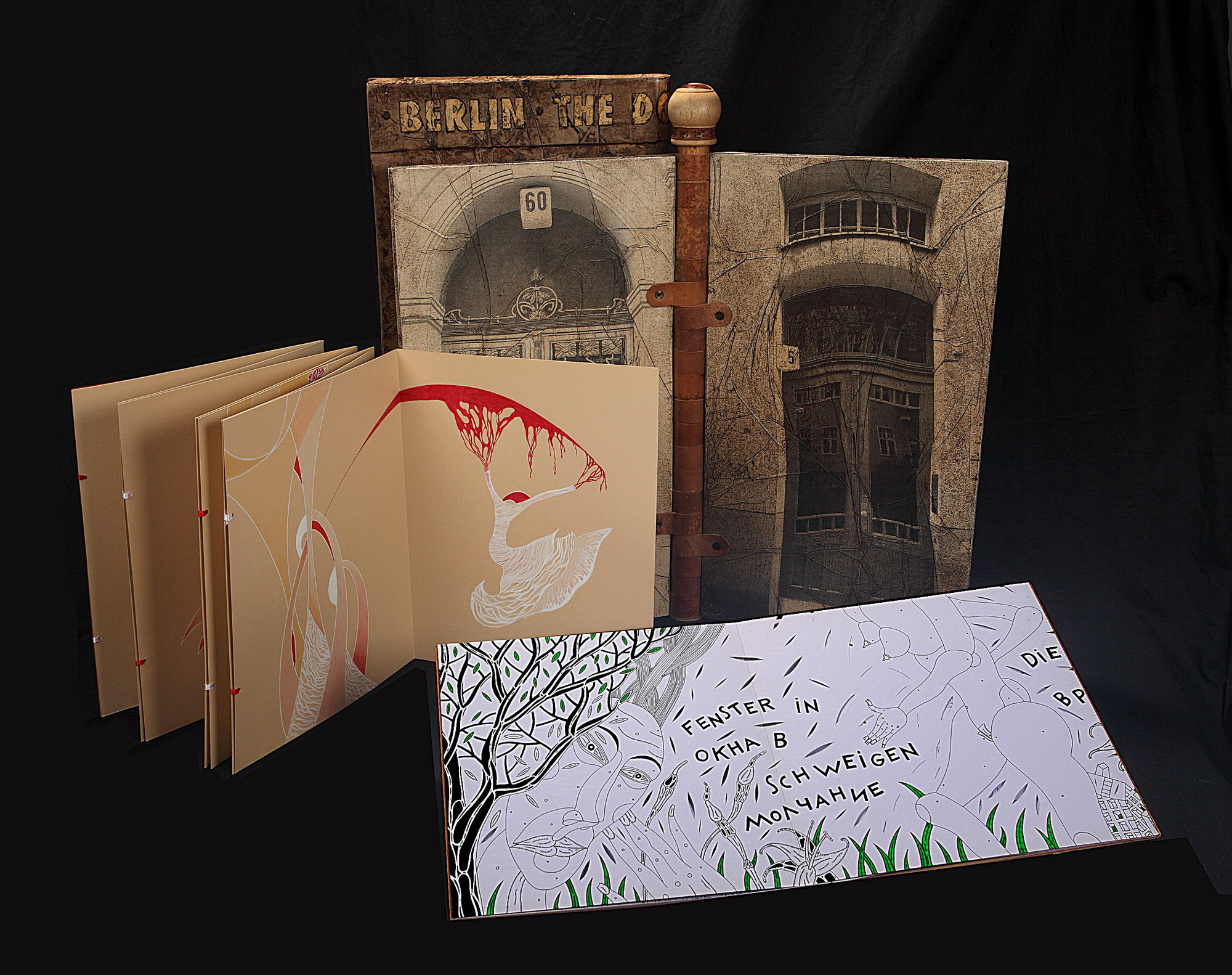
Книги художников MTM

Группа МТМ — арт-группа, работающая в жанре «книга художника». Группа была основана в 2006 году для реализации художественных концепций в русле традиций авторской книги русского авангарда 1910—1920-х годов. Название группы составлено из начальных букв имен её участников — трёх российских художников, живущих в Берлине и Москве.

## Участники
Михаил Бенсман берет за основу своих художественных произведений по преимуществу выброшенные кем-то предметы, которые он использует и в своих многоплановых книгах-объектах. В его работах поднимаются глубокие исторические и этические вопросы, затрагиваются темы сталинских репрессий, Холокоста и самоидентификации, а также сюжеты Ветхого и Нового Завета. Одновременно художнику не чуждо ироничное отношение к повседневности и к себе лично как её персонажу.
Тамара Иванова обратилась к жанру «книга художника» в начале 1990-х годов. Характерной особенностью её работ стало сочетание различных способов печати и рисунка. Наряду с рисунком составными элементами её художественного языка стали каллиграфия, древние иероглифы, коллажи и разнообразные знаки-символы, отражающие взаимосвязь слов и реалий современной жизни, которые эти слова обозначают. Лубок и частушки с их народно-смеховой культурой являются ещё одним важным источником вдохновения художницы.
Михаил Молочников в своих работах пытается, по словам самого художника, «передать бесконечную божественность этого мира». Его книги, оформленных в виде лепорелло или разнообразных объемных фигур, отличаются изобилием филигранного рисунка и красочной аппликации, а также присутствием стихотворных фрагментов Хлебникова, Хармса и Малевича, отсылающих зрителя непосредственно к началу жанра «книга художника» в России.

## Творческие позиции и задачи
Группа МТМ определяет свою эстетическую позицию как продолжение традиций авторской книги русского авангарда 1910—1920-х годов, представлявшей собой одну из важнейших художественных форм как футуристов, так и конструктивистов. Связь участников группы с идеями первой четверти XX века отчасти обусловлена и определенным сходством социального и культурного контекста, ознаменованного общественными катаклизмами, эмиграцией и не в последнюю очередь наложением русских художественных традиций на творческий опыт берлинских художников. Тезис футуристов «свобода от цивилизации» образует ещё одну параллель с актуальным дискурсом: как и прежде, искусство должно быть свободно от опустошительного влияния цензуры, стандартизации и т. н. общественного мнения. Участники группы МТМ решительно отрицают нормативы, влекущие за собой унификацию мышления и, как следствие, постепенное нивелирование различий между внутренним миром человека и его окружением.
Выбирая авторскую книгу как форму художественного выражения, группа МТМ сознательно противопоставляет себя массовой культуре, перегружающей общественное сознание одномерными стандартами.

## Выставки, резонанс, коллекции
Участники группа МТМ регулярно представляют свои работы на международных выставках и важнейших ярмарках авторской книги.
Избранные выставки последних лет
- 2013: Франкфуртская книжная ярмарка, Франкфурт-на-Майне (ежегодно с 2007 г.)
- 2013: Первая книга, музей-заповедник Царицыно, Москва
- 2013: Музей «Книга художника», Музей и галереи современного искусства Эрарта, Санкт-Петербург, Россия
- 2012, 2008, 2006: Биеннале печатного искусства и авторской книги Mainzer Minipressen-Messe, Maйнц, Германия
- 2012: Ярмарка авторской книги 7. editionale, Кёльн
- 2011, 2010: London Art Book Fair
- 2011: Европейский конкурс авторской книги Artists’ Books on Tour, Вена
- 2010, 2007: Rencontres de l’Édition de Création, Book Project International, Марсель
- 2010: International Biennale for the Artist’s Book, Александрия, Египет
- 2009: Книга художника 009, Всероссийская государственная библиотека иностранной литературы им. М. И. Рудомино, Москва
- 2008: Книжная ярмарка Salon Page(s) 11, Париж
- 2008: Международная конференция по графическому дизайну TYPO Berlin

Представленные на выставках работы художников пользуются признанием публики и специалистов. Так, например, в обзорной статье о Лондонской ярмарке 2010 года в журнале «The Journal of Artists' Books», авторские книги участников группы МТМ были охарактеризованы как «самый большой сюрприз» выставки, а также отмечалось, что они были там в числе самых фотографируемых объектов.
Работа Михаила Молочникова удостоилась награды на европейском конкурсе Artists’ Books on Tour, организованном венским музеем МАК.
Члены группы дважды были удостоены гранта Европейской ассоциации еврейской культуры: Михаил Молочников — в 2006 году за графическую папку «22», содержащей отдельные листы с изображениями 22 букв еврейского алфавита, дающие представление об их мистическом значении, а Михаил Бенсман — в 2008 году за серию графических листов «Дело о Рыбаке и Рыбке», в которой он исследует древнюю символику рыбы в текстах Торы и Нового Завета.
Многочисленные произведения художников группы МТМ уже находятся в коллекциях крупных музеев, библиотек и частных лиц. В их число входят среди прочих Библиотека Александрина, Российская государственная библиотека и Берлинская государственная библиотека, регулярно покупающая их работы: «Наше собрание уделяет основное и в своем роде уникальное внимание русскоязычным художникам Тамаре Ивановой и Михаилу Бенсману, живущим в Берлине и обогащающим своим творчеством культурную жизнь города».

## Галерея

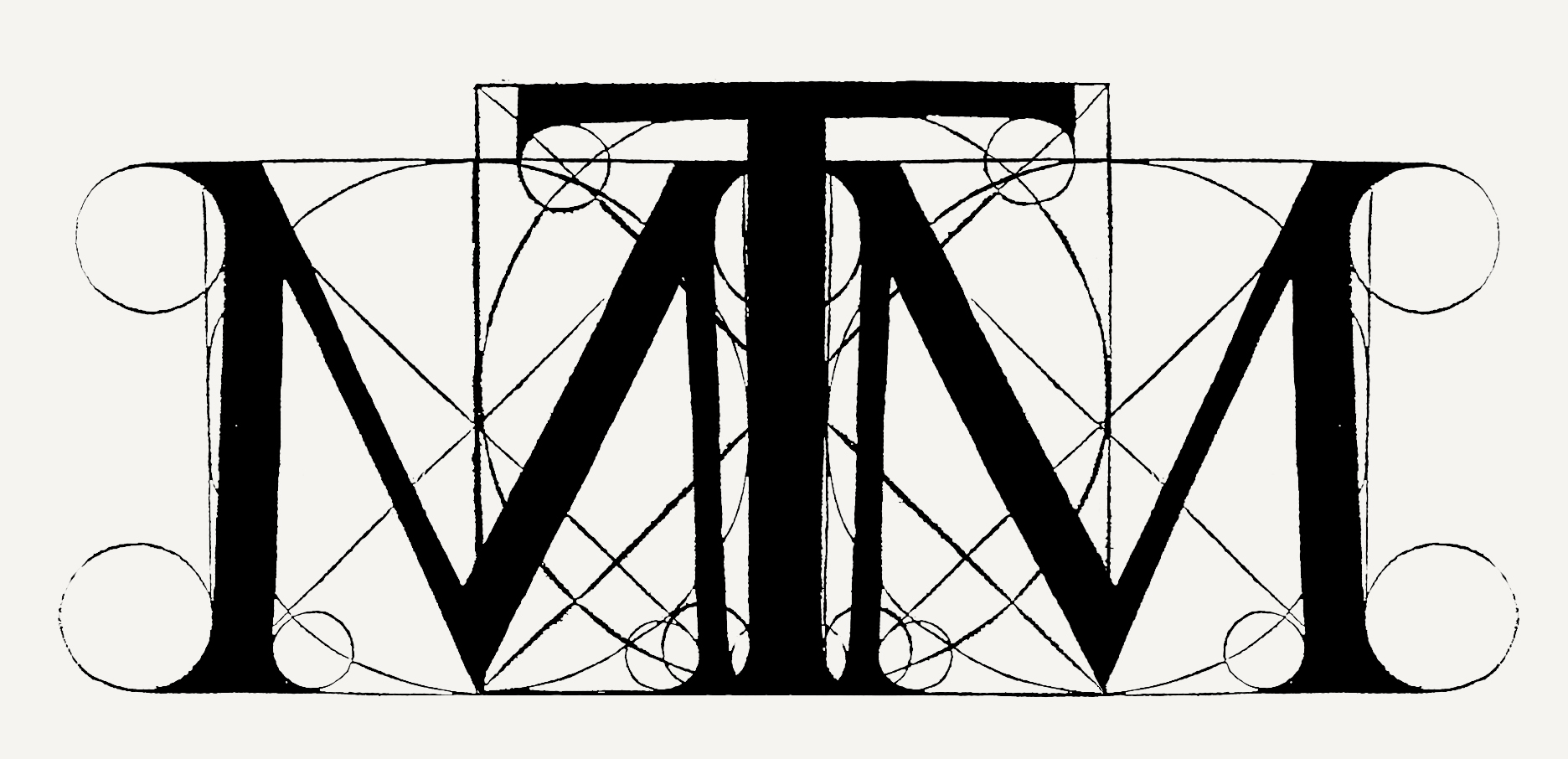
Группа MTM Берлин-Москва, логотип
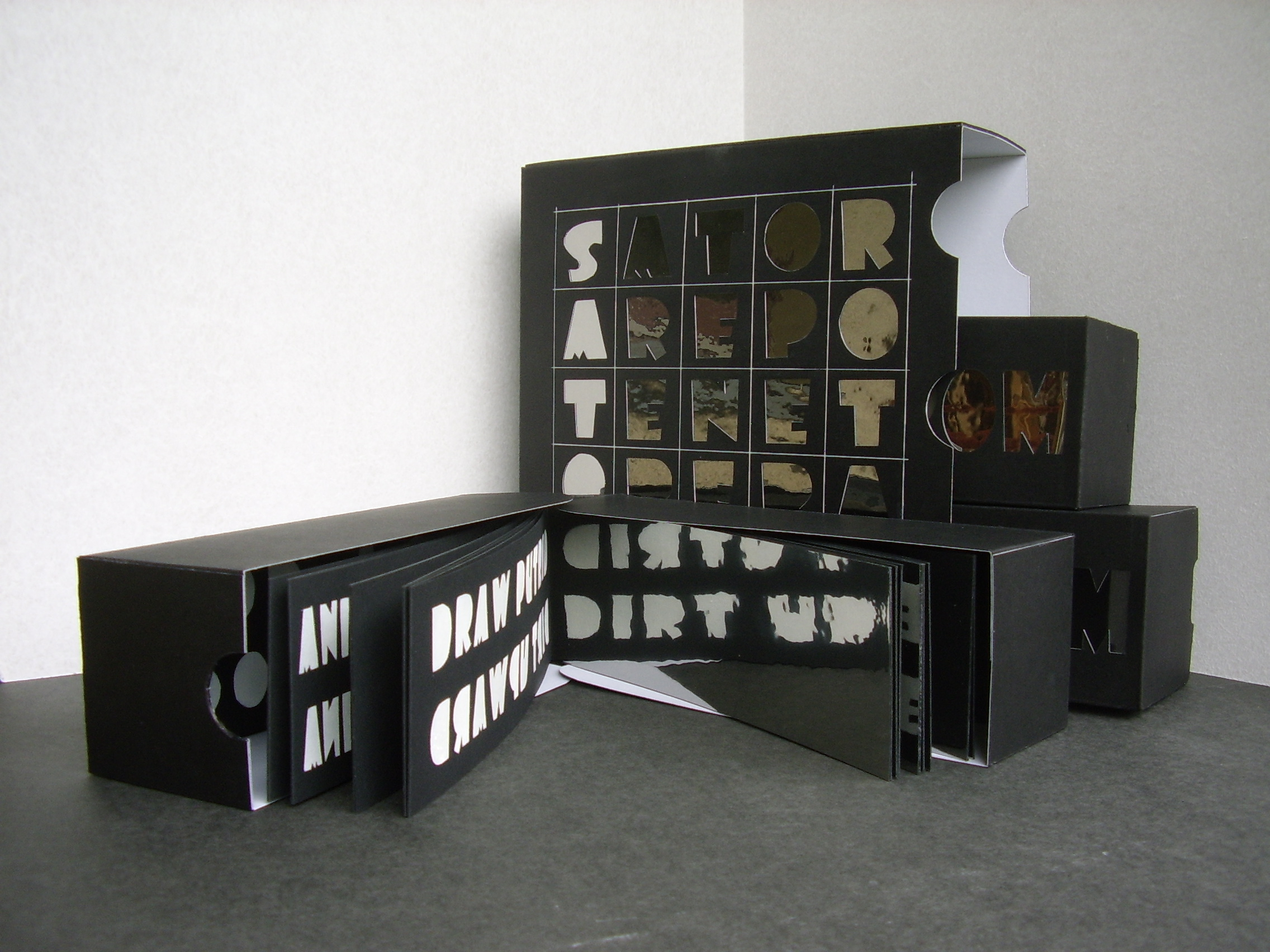
Михаил Бенсман. Палиндром, 2009. Картонный футляр, облагороженный зеркальной инкрустацией в форме старейшего палиндрома, 3 томика в форме лепорелло, содержащие английские, немецкие и русские палиндромы, 24,4×24,4×8,4 см, смешанная техника
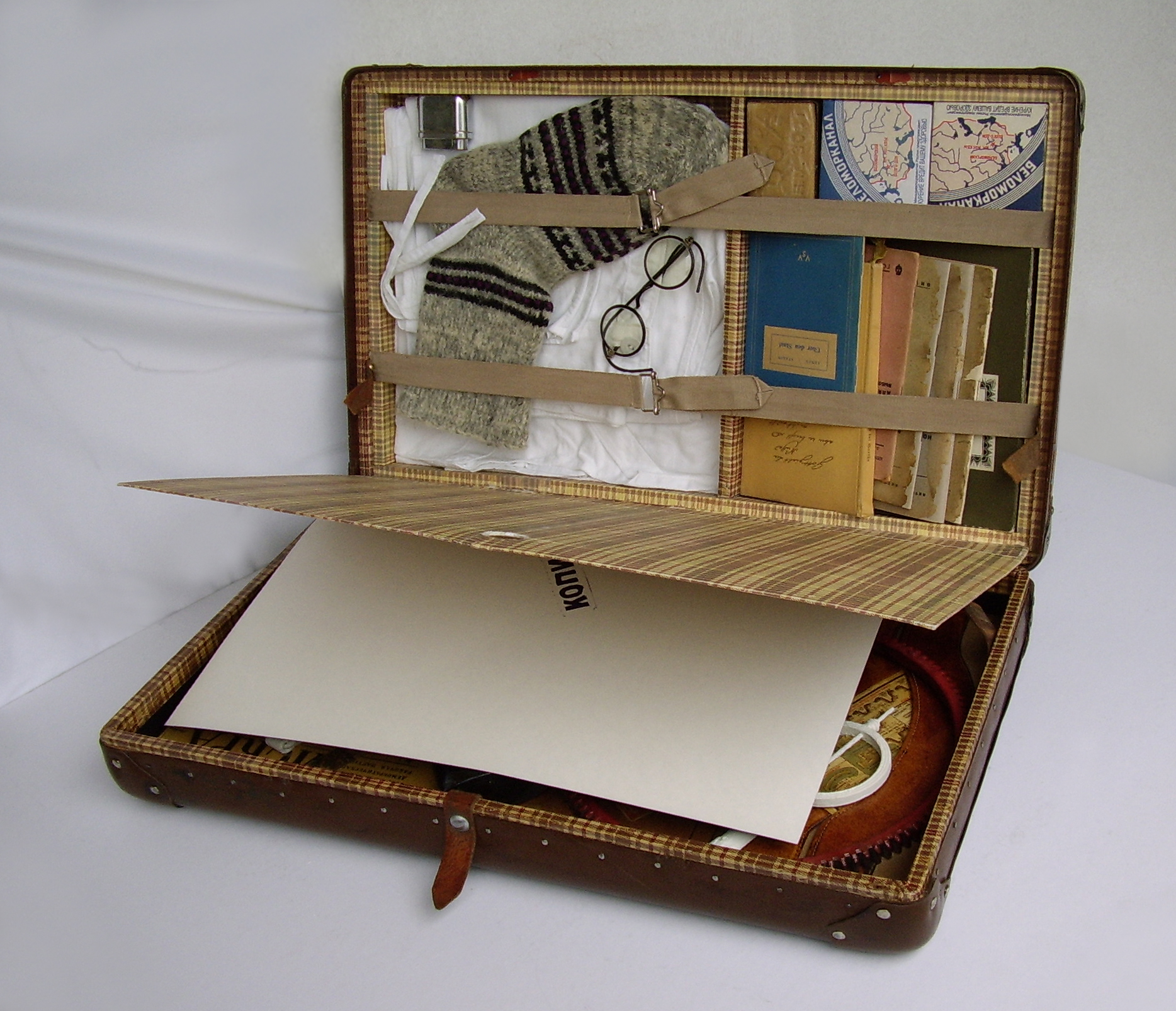
Михаил Бенсман. Biography 1983-90/Дело № 1529, Москва – Берлин, 2010. Картонный футляр 60×38×12 см, чемодан, предметная композиция, артефакты, документы, изъятая при обыске литература, вещи ссыльного, смешанная техника
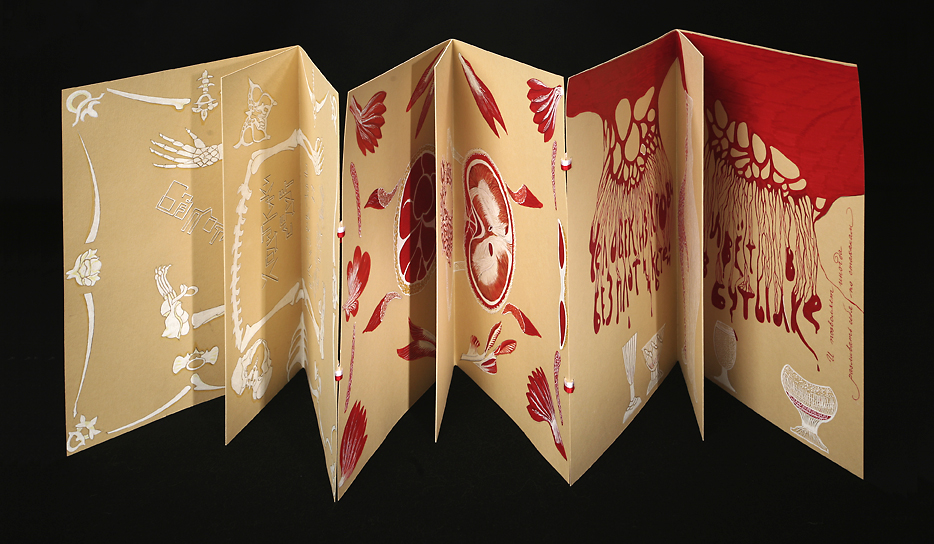
Тамара Иванова. Ханс Арп. Человек, 2008. Авторский рисунок, тушь, карандаш. Текст Ханса Арпа в переводе на русский язык. Лепорелло, скрепленное белыми и красными шнурами. Уникат
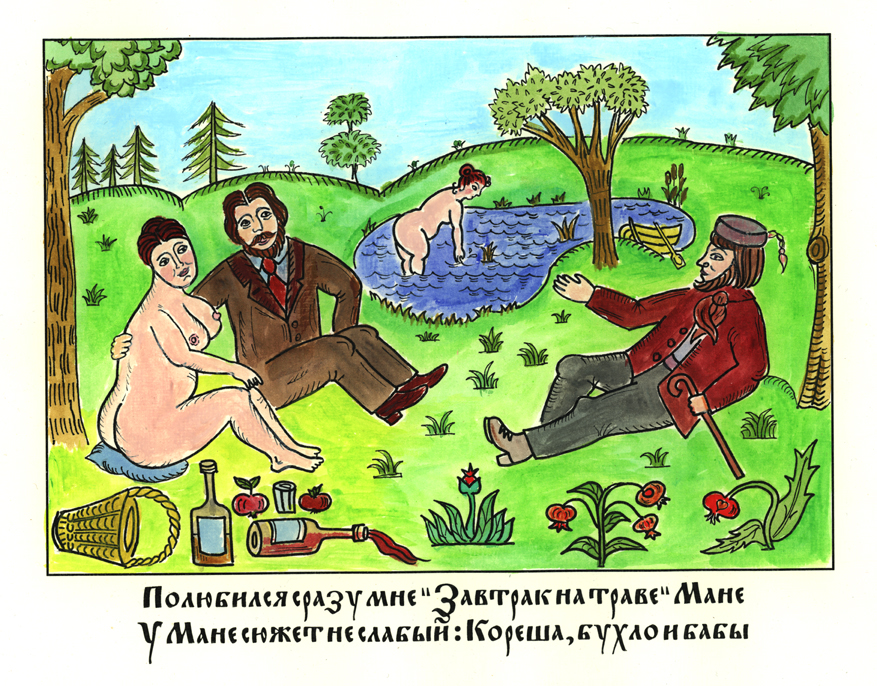
Тамара Иванова. Картинки с выставки, 2007. Один из семи листов форматом 38×28 см, тираж 5. Трафаретная печать с оригинальных рисунков, ручная раскраска. Папка украшена тесьмой и аппликацией
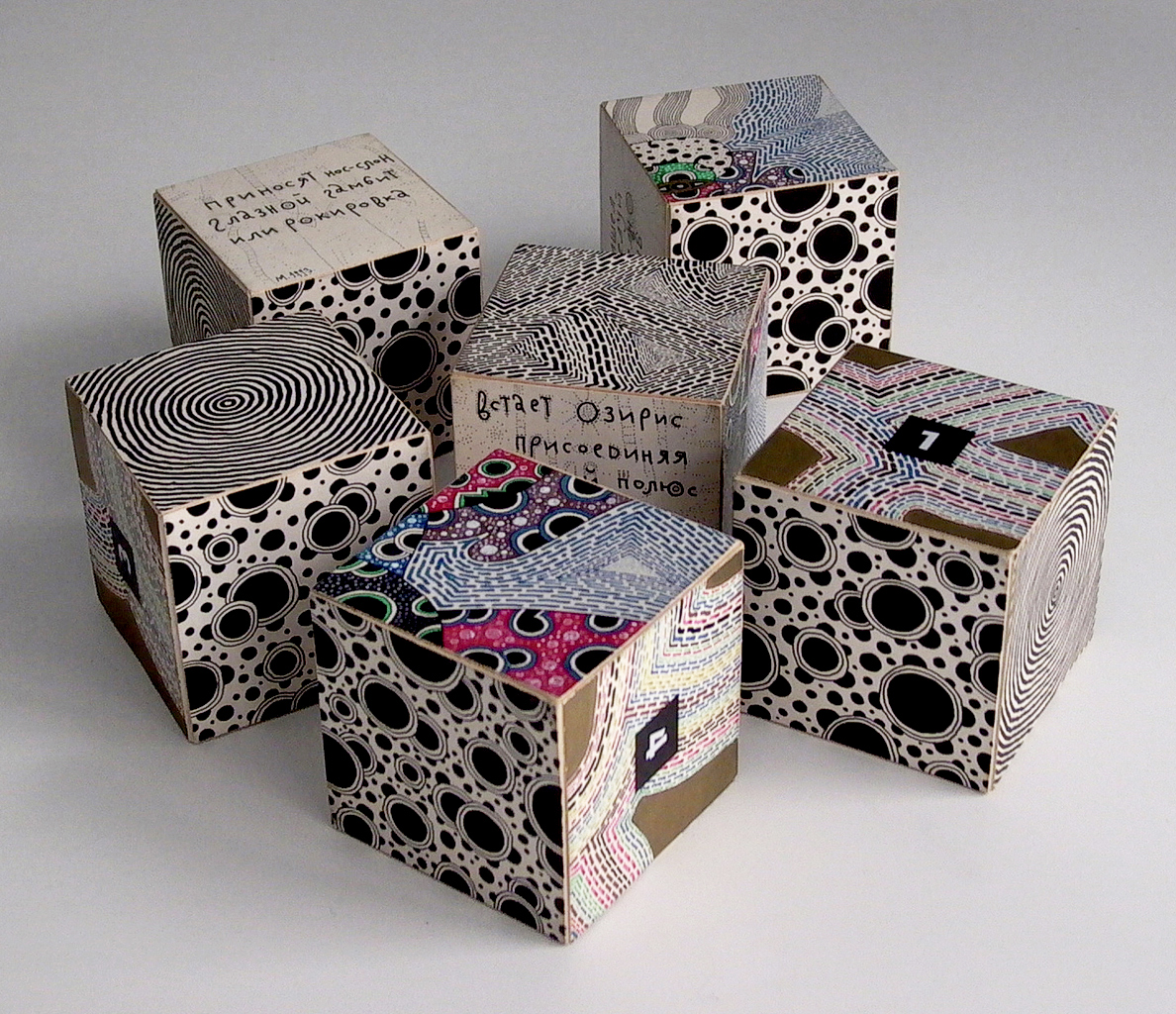
Михаил Молочников. Кубики Бога, 2006. Шесть кубиков в коробке. Картон, рисунок цветной тушью
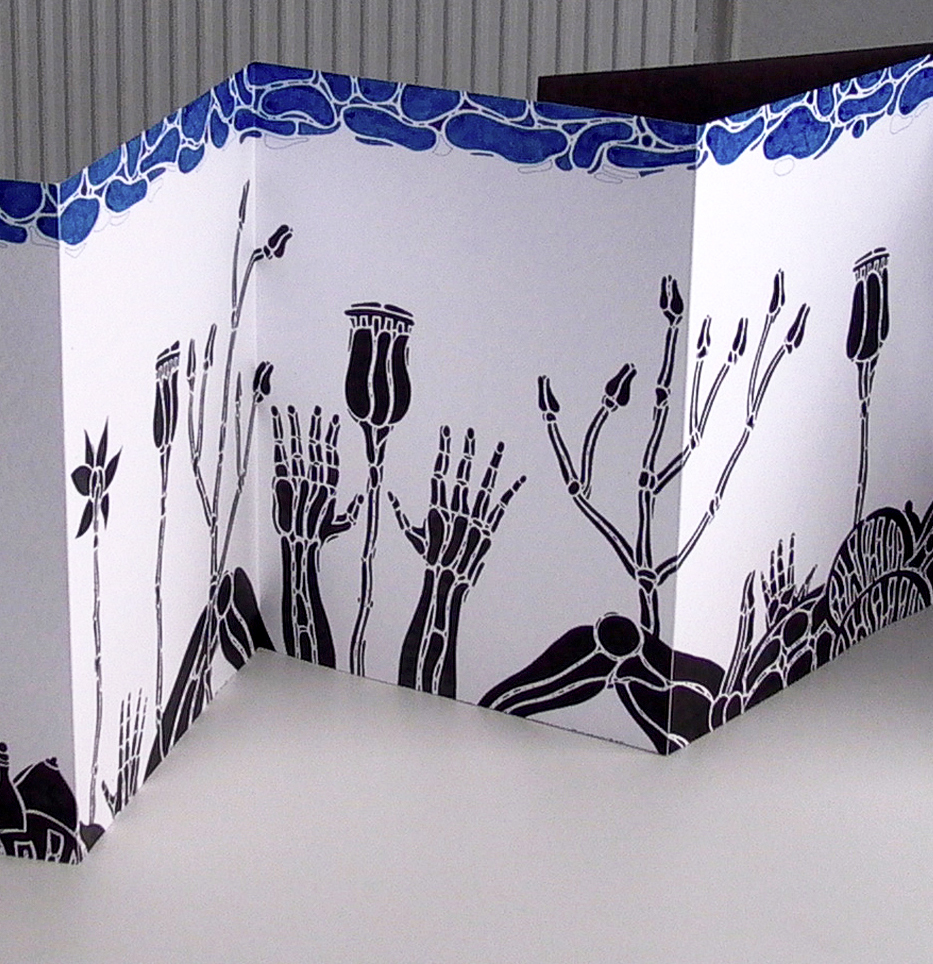
Михаил Молочников. Без названия, 2009. Авторский рисунок, цветная тушь. Книга в форме лепорелло, уникат
Группа MTM (слева направо): Михаил Молочников, Тамара Иванова, Михаил Бенсман на Франкфуртской книжной ярмарке, 2009. Фото: Т. Скалко-Карловска